# Castelo de Larnach

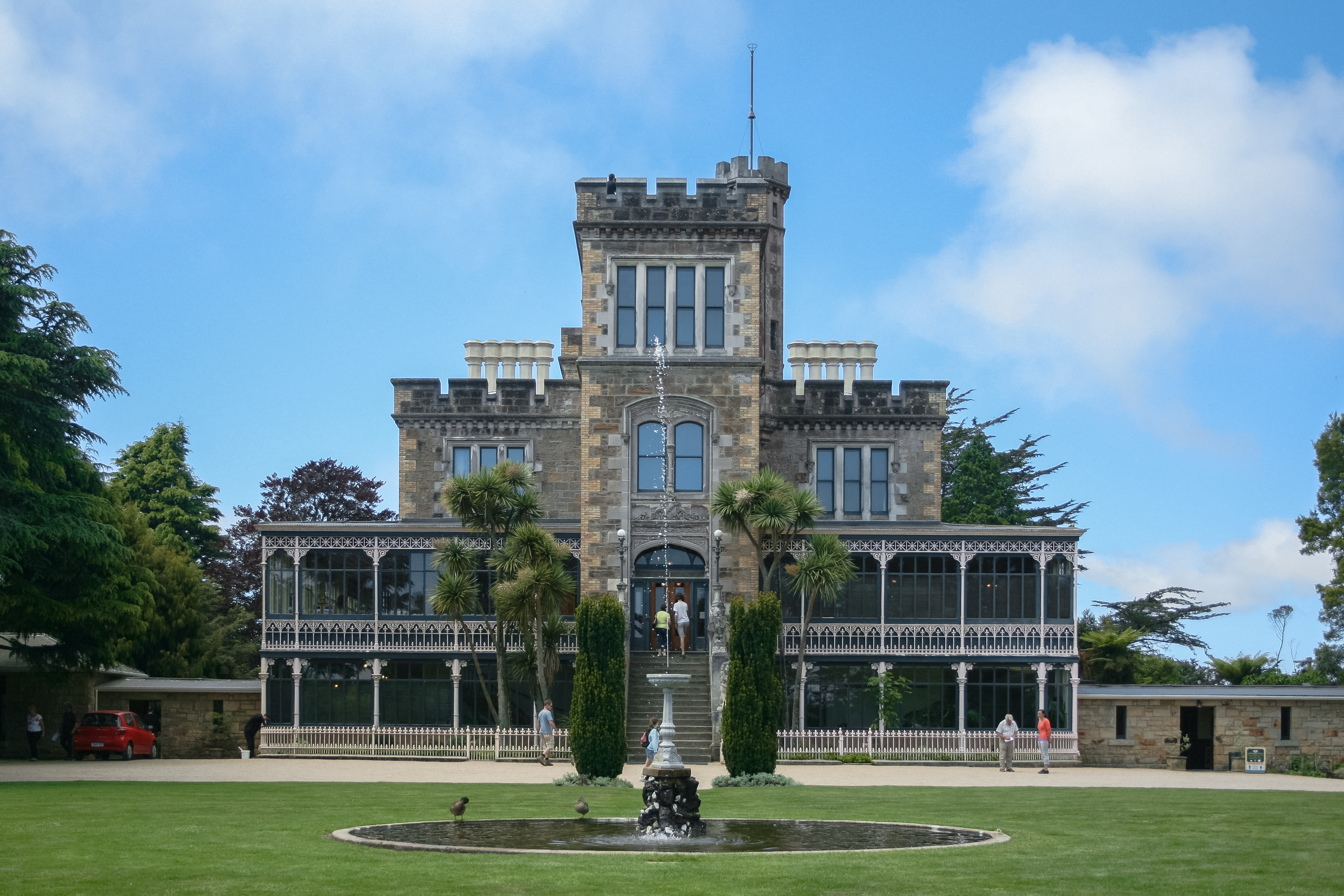
Aspecto exterior do Castelo de Larnach.

O Castelo de Larnach (inglês: Larnach Castle) é uma mansão na Península de Otago, perto de Dunedin, Nova Zelândia. É um dos únicos dois castelos da Nova Zelândia, sendo que o outro (o castelo de Cargill, também em Dunedin) é agora uma ruina. Por esta razão referem-se a ele frequentemente como o único castelo da Nova Zelândia.
O castelo foi construído entre 1873 e 1887 para ser a residência de William Larnach, um empresário e político da Nova Zelândia colonial. A maior parte da construção foi levada a cabo pelo arquitecto Robert Lawson, que também foi responsável por vários outros edifícios em Dunedin. Quando completado, o edifício tinha 43 quartos e uma sala de baile. A sala de baile foi um presente de Larnach para a sua filha Kate em 1886.
Infelizmente o castelo, a que Larnach chamou "The Camp", não conseguiu deter o seu declínio. Depois de uma série de desastres pessoais e financeiros, ele cometeu suicídio nos Edifícios do Parlamento da Nova Zelândia, em Outubro de 1898.
O edifício, que depois de muitos anos caiu num estado de desuso, foi comprado por Barry e Margaret Barker em 1967, e totalmente restaurado.
O castelo e seus jardins estão abertos ao público regularmente, e são uma das maiores atracções turísticas de Dunedin.